# 皮亚塞
皮亚塞（法語：Piacé，法語發音：[pjase]）是法国萨尔特省的一个市镇，属于马梅尔斯区。

## 地理
皮亚塞（48°15'32"N, 0°6'50"E）面积10.12 平方千米，位于法国卢瓦尔河地区大区萨尔特省，该省份为法国西北部内陆省份，北起顺时针与奥恩省、厄尔-卢瓦省、卢瓦-谢尔省、安德尔-卢瓦尔省、曼恩-卢瓦尔省和马耶讷省接壤，是法国大西部的入口，连接卢瓦尔河谷、布列塔尼和巴黎盆地。
与皮亚塞接壤的市镇（或旧市镇、城区）包括：维万、谢朗塞、瑞耶、萨尔特河畔穆瓦特龙、萨尔特河畔弗雷奈。

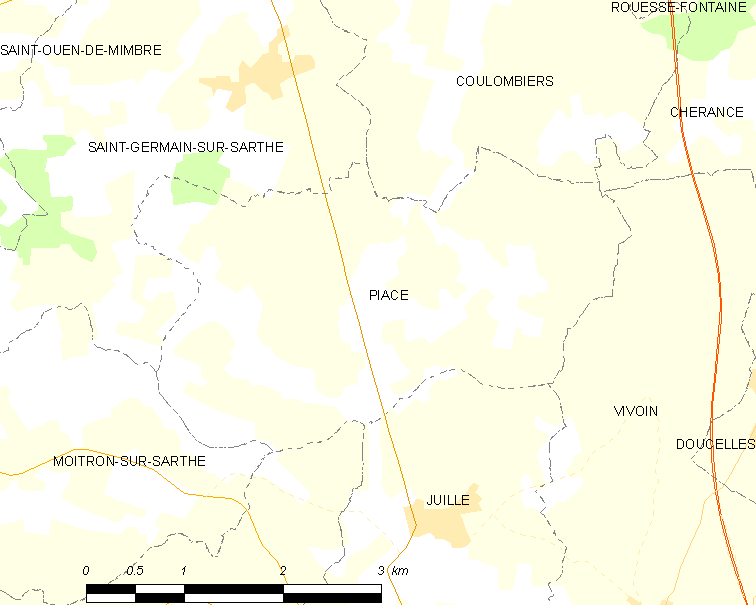
皮亚塞的OSM定位图

皮亚塞的时区为UTC+01:00、UTC+02:00（夏令时）。

## 行政
皮亚塞的邮政编码为72170，INSEE市镇编码为72235。

## 政治
皮亚塞所属的省级选区为锡耶勒纪尧姆县。

## 人口

1962-2008年间皮亚塞人口变化图示

皮亚塞于2022年1月1日时的人口数量为373人。